# Interstate 57
Pour les articles homonymes, voir Route 57 et I-57.
L'Interstate 57 (I-57) est une autoroute sud–nord au Missouri et en Illinois qui longe l'ancienne Illinois Central Railroad pour la majeure partie de son parcours. Elle débute à Sikeston, Missouri, à la jonction avec l'I-55 jusqu'à Chicago, Illinois, à la jonction avec l'I-94. L'I-57 sert essentiellement de raccourci pour les automobilistes se dirigeant entre le Sud (Memphis, La Nouvelle-Orléans...) et Chicago, en contournant Saint-Louis. Entre la jonction de l'I-55 et de l'I-57 à Sikeston et la jonction de l'I-55 et de l'I-90 / I-94 à Chicago, l'I-55 parcourt 436 miles (702 km), alors que la combinaison de l'I-57 et de l'I-94 n'est que de 396 miles (637 km) entre les deux mêmes points.

## Description du tracé

### Missouri
Au Missouri, l'I-57 se dirige au nord depuis Sikeston jusqu'au fleuve Mississippi au nord de Cairo, Illinois.
Après s'être terminée au sud, l'autoroute poursuit son trajet comme US 60, laquelle croise la US 67 à Poplar Bluff et, depuis là, comme US 67 jusqu'à Little Rock, Arkansas.

### Illinois

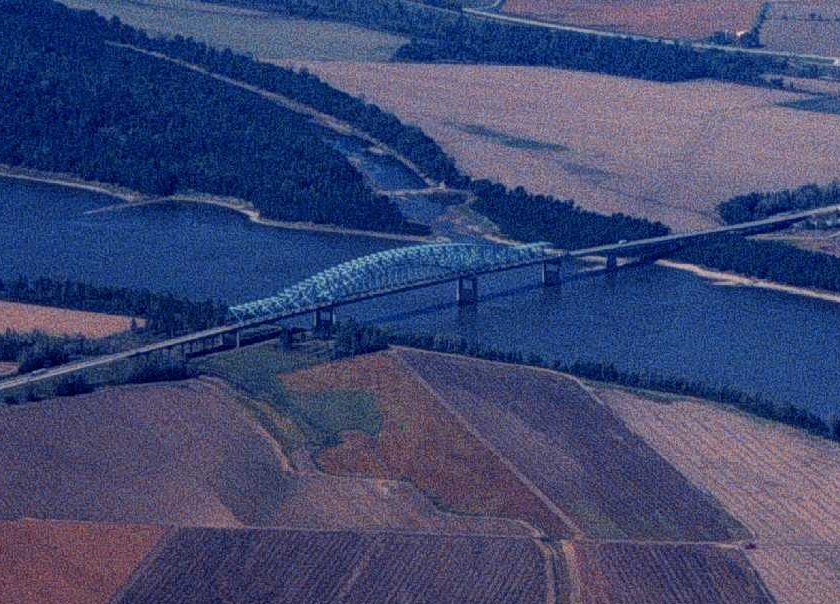
Le pont de l'I-57 sur le fleuve Mississippi entre le Missouri et l'Illinois

En Illinois, l'I-57 débute au fleuve Mississippi et se dirige vers le nord jusqu'à Chicago. L'I-57 est la plus longue autoroute inter-États de l'Illinois. Son tracé s'oriente majoritairement vers le nord, parfois le nord-est. Elle rencontre plusieurs routes d'État et U.S. Routes sur son parcours. Elle forme un court multiplex avec l'I-64 près de Mount Vernon jusqu'à Effingham, où elle forme aussi un multiplex avec l'I-70. Elle contourne Champaign et se dirige au nord à Onarga. À Kankakee, elle entre dans les limites sud de la région de Chicago et rencontre l'I-80 et l'I-294. Elle se termine alors à la jonction avec l'I-94.

## Futur
L'I-57 devrait éventuellement se rendre jusqu'à Poplar Bluff, Missouri via le tracé de la US 60 et, de là, se diriger vers le sud via le corridor de la US 67 jusqu'à North Little Rock, Arkansas. Elle se terminera à la jonction avec l'I-40. En 2016, un segment entre North Little Rock et Walnut Ridge a été identifié "Future I-57".
Au Missouri, il y a déjà 62 miles (100 km) du corridor formé de la US 60 / US 67 entre Sikeston et la Route 158 près d'Harviell qui a été amélioré et mis aux nordmes autoroutières.
En Arkansas, 118 miles (190 km) de la US 67 entre l'I-40 et la US 412 à Walnut Ridge a été mis aux normes. Il ne reste qu'un segment d'environ 40 miles (64 km) qui doit être amélioré dans le nord-est de l'État.

## Liste des sorties

### Missouri
| Interstate 57           |                       |       |       |        |                                                                     |                                                                                     |
| Comté                   | Municipalité          | mi    | km    | Sortie | Intersections / Destinations                                        | Notes                                                                               |
| Scott                   | Sikeston              | 0,00  | 0,00  |        | US 60 ouest – Dexter, Poplar Bluff                                  | Terminus sud du multiplex avec US 60; continue au-delà comme US 60; future I-57 sud |
| Scott                   | Sikeston              | 0,54  | 0,87  | 1      | I-55 – Memphis, Saint-Louis                                         | Indiqué sortie 1A (sud) et 1B (nord); sortie 66 de l'I-55                           |
| Mississippi             | Long Prairie Township | 4,92  | 7,91  | 4      | Route B – Bertrand                                                  |                                                                                     |
| Mississippi             | Charleston            | 10,75 | 17,29 | 10     | I-57 BL nord / Route 105 (en) – Charleston, East Prairie            |                                                                                     |
| Mississippi             | Charleston            | 13,03 | 20,97 | 12     | I-57 BL sud / US 60 est / US 62 / Route 77 (en) – Charleston, Wyatt | Terminus nord du multiplex avec US 30                                               |
| Fleuve Mississippi      | Fleuve Mississippi    | 22,33 | 35,93 |        | I-57 nord – Chicago                                                 | Continue en Illinois                                                                |
| - Terminus de multiplex |                       |       |       |        |                                                                     |                                                                                     |

### Illinois
| Interstate 57                                     |                                |                     |                     |                     |                                                               | |
| Comté                                             | Municipalité                   | mi                  | km                  | Sortie              | Intersections / Destinations                                  | Notes |
| Fleuve Mississippi                                | Fleuve Mississippi             | 0,00                | 0,00                |                     | I-57 sud – Memphis                                            | Continue au Missouri                                                                                                |
| Alexander                                         | Cairo                          | 1,40                | 2,30                | 1                   | US 51 sud / IL 3 (en) – Cairo, Olive Branch                   | Terminus sud du multiplex avec US 51                                                                                |
| Pulaski                                           | Precinct de Mounds             | 7,60                | 12,20               | 8                   | Mounds Road                                                   | |
| Pulaski                                           | Ullin                          | 17,70               | 28,50               | 18                  | Ullin Road                                                    | |
| Union                                             | Precinct de Dongola District 1 | 24,40               | 39,30               | 24                  | Dongola Road                                                  | |
| Union                                             | Precinct de Dongola District 2 | 25,00               | 40,20               | 25                  | US 51 nord – Carbondale                                       | Terminus nord du multiplex avec US 51; sortie direction nord, entrée direction sud                                  |
| Union                                             | Precinct de Stokes             | 30,00               | 48,30               | 30                  | IL 146 (en) – Anna, Vienna                                    | |
| Union                                             | Precinct de Lick Creek         | 36,30               | 58,40               | 36                  | Lick Creek Road                                               | |
| Johnson                                           | Precinct de Goreville no 1     | 39,70               | 63,90               | 40                  | Goreville Road                                                | |
| Williamson                                        | Precinct de Southern           | 43,90               | 70,70               | 44                  | I-24 est – Nashville                                          | Terminus ouest de l'I-24                                                                                            |
| Williamson                                        | Precinct de Southern           | 45,20               | 72,70               | 45                  | IL 148 (en)                                                   | |
| Williamson                                        | Marion                         | 52,90               | 85,10               | 53                  | Main Street – Marion                                          | |
| Williamson                                        | Marion                         | 53,60               | 86,30               | 54                  | IL 13 (en) – Carbondale, Harrisburg                           | Indiqué sortie 54A (IL 13) et 54B (The Hill Avenue) en direction nord                                               |
| Williamson                                        | Marion                         | 53,60               | 86,30               | 54                  | The Hill Avenue                                               | Indiqué sortie 54A (IL 13) et 54B (The Hill Avenue) en direction nord                                               |
| Williamson                                        | Johnston City                  | 58,90               | 94,80               | 59                  | Herrin Road / Broadway Boulevard – Johnston City, Herrin      | |
| Franklin                                          | West Frankfort                 | 64,60               | 104,00              | 65                  | IL 149 (en) – West Frankfort, Zeigler, Thompsonville, De Soto | |
| Franklin                                          | Benton                         | 71,60               | 115,20              | 71                  | IL 14 (en) – Christopher, Benton                              | |
| Franklin                                          | Ewing Township                 | 77,50               | 124,70              | 77                  | IL 154 (en) – Sesser, Whittington                             | |
| Jefferson                                         | Ina                            | 82,60               | 132,90              | 83                  | Ina                                                           | |
| Jefferson                                         | Dodds Township                 | 91,50               | 147,30              | 92                  | I-64 est – Louisville                                         | Terminus sud du multiplex avec I-64; sortie 78 de l'I-64 ouest                                                      |
| Jefferson                                         | Mount Vernon                   | 93,70               | 150,80              | 94                  | Veterans Memorial Drive                                       | |
| Jefferson                                         | Mount Vernon                   | 94,70               | 152,40              | 95                  | IL 15 (en) – Ashley, Mount Vernon                             | |
| Jefferson                                         | Mount Vernon                   | 96,20               | 154,80              | 96                  | I-64 ouest – Saint-Louis                                      | Terminus nord du multiplex avec I-64; sortie 73 de l'I-64 est                                                       |
| Jefferson                                         | Dix                            | 103,50              | 166,60              | 103                 | Dix                                                           | |
| Marion                                            | Raccoon Township               | 109,20              | 175,70              | 109                 | IL 161 (en) – Centralia                                       | |
| Marion                                            | Salem                          | 116,40              | 187,30              | 116                 | US 50 – Salem, Sandoval                                       | |
| Marion                                            | Kinmundy Township              | 127,20              | 204,70              | 127                 | Kinmundy, Patoka                                              | |
| Fayette                                           | Farina                         | 135,40              | 217,90              | 135                 | IL 185 (en) – Vandalia, Farina                                | |
| Clay                                              | Pas d'intersections            | Pas d'intersections | Pas d'intersections | Pas d'intersections | Pas d'intersections                                           | Pas d'intersections                                                                                                 |
| Effingham                                         | Mason Township                 | 144,70              | 232,90              | 145                 | Edgewood                                                      | |
| Effingham                                         | Mason Township                 | 150,70              | 242,50              | 151                 | Mason, Watson                                                 | |
| Effingham                                         | Summit Township                | 157,30              | 253,10              | 157                 | I-70 ouest – Saint-Louis                                      | Terminus sud du multiplex avec I-70; sortie 92 de l'I-70 est                                                        |
| Effingham                                         | Effingham                      | 159,40              | 256,50              | 159                 | Fayette Avenue                                                | |
| Effingham                                         | Effingham                      | 160,50              | 258,30              | 160                 | IL 32 (en) / IL 33 (en)                                       | |
| Effingham                                         | Effingham                      | 162,20              | 261,00              | 162                 | US 45 – Sigel, Effingham                                      | |
| Effingham                                         | Teutopolis Township            | 163,40              | 263,00              | 163                 | I-70 est – Indianapolis                                       | Terminus nord du multiplex avec I-70; sortie 98 de l'I-70 ouest                                                     |
| Shelby                                            | Pas d'intersections            | Pas d'intersections | Pas d'intersections | Pas d'intersections | Pas d'intersections                                           | Pas d'intersections                                                                                                 |
| Cumberland                                        | Neoga Township                 | 177,00              | 284,90              | 177                 | US 45 – Neoga                                                 | |
| Coles                                             | Mattoon                        | 184,40              | 296,80              | 184                 | US 45 / IL 121 (en) – Toledo, Mattoon                         | |
| Coles                                             | Mattoon                        | 189,60              | 305,10              | 190                 | IL 16 (en) – Charleston, Mattoon                              | Indiqué sortie 190A (est) et 190B (ouest)                                                                           |
| Coles                                             | Mattoon                        | 192,40              | 309,60              | 192                 | CR 18 (Mattoon-Charleston Enterprise Parkway)                 | |
| Douglas                                           | Arcola                         | 203,60              | 327,70              | 203                 | IL 133 (en) – Arcola, Paris                                   | |
| Douglas                                           | Tuscola                        | 211,70              | 340,70              | 212                 | US 36 – Newman, Tuscola                                       | |
| Champaign                                         | Pesotum                        | 219,90              | 353,90              | 220                 | US 45 – Tolono, Pesotum, Tuscola                              | |
| Champaign                                         | Tolono Township                | 228,60              | 367,90              | 229                 | Monticello, Savoy, Tolono                                     | |
| Champaign                                         | Champaign Township             | 231,70              | 372,90              | 232                 | Curtis Road                                                   | |
| Champaign                                         | Champaign                      | 235,20              | 378,50              | 235                 | I-72 ouest / University Avenue – Springfield, Decatur         | Indiqué sortie 235A (University Avenue) et 235B (I-72 ouest); sortie 182 de l'I-72 ouest                            |
| Champaign                                         | Champaign                      | 237,40              | 382,10              | 237                 | I-74 – Indianapolis, Peoria                                   | Indiqué sortie 237A (est) et237B (ouest); sortie 179 de l'I-74                                                      |
| Champaign                                         | Champaign                      | 238,40              | 383,70              | 238                 | Olympian Drive                                                | |
| Champaign                                         | Hensley Township               | 240,50              | 387,00              | 240                 | Market Street                                                 | |
| Champaign                                         | Rantoul                        | 250,20              | 402,70              | 250                 | US 136 – Fisher, Rantoul                                      | |
| Ford                                              | Paxton                         | 260,90              | 419,90              | 261                 | IL 9 (en) – Paxton, Gibson City                               | |
| Iroquois                                          | Artesia Township               | 271,90              | 437,60              | 272                 | Buckley, Roberts                                              | Roberts indiqué en direction nord seulement                                                                         |
| Iroquois                                          | Onarga Township                | 279,90              | 450,50              | 280                 | IL 54 (en) – Onarga, Roberts                                  | Roberts indiqué en direction sud seulement                                                                          |
| Iroquois                                          | Gilman                         | 282,90              | 455,30              | 283                 | US 24 – Gilman, Chatsworth                                    | |
| Iroquois                                          | Ashkum Township                | 292,70              | 471,10              | 293                 | IL 116 (en) – Ashkum, Pontiac                                 | |
| Iroquois                                          | Clifton                        | 296,50              | 477,20              | 297                 | Clifton                                                       | |
| Iroquois                                          | Chebanse Township              | 301,60              | 485,40              | 302                 | Chebanse                                                      | |
| Kankakee                                          | Kankakee                       | 307,50              | 494,90              | 308                 | US 45 / US 52 – Kankakee                                      | |
| Kankakee                                          | Kankakee                       | 311,60              | 501,50              | 312                 | IL 17 (en) – Kankakee, Momence                                | |
| Kankakee                                          | Kankakee                       | 315,30              | 507,40              | 315                 | IL 50 (en) – Bradley, Bourbonnais                             | |
| Kankakee                                          | Bourbonnais                    | 318,40              | 512,40              | 318                 | Bourbonnais Parkway                                           | |
| Kankakee                                          | Manteno                        | 321,60              | 517,60              | 322                 | Manteno                                                       | |
| Will                                              | Peotone Township               | 327,10              | 526,40              | 327                 | Wilmington, Peotone                                           | |
| Will                                              | Monee                          | 335,10              | 539,30              | 335                 | Manhattan, Monee                                              | |
| Will                                              | University Park                | 337,10              | 542,50              | 337                 | Stuenkel Road / University Parkway                            | |
| Cook                                              | Richton Park                   | 339,00              | 545,60              | 339                 | Sauk Trail                                                    | |
| Cook                                              | Matteson                       | 340,69              | 548,29              | 340                 | US 30 / Lincoln Highway                                       | Indiqué sortie 340A (est) et 340B (ouest) en direction sud                                                          |
| Cook                                              | Matteson                       | 342,21              | 550,73              | 342                 | Vollmer Road                                                  | Indiqué sortie 342A (est) et 342B (ouest) en direction sud                                                          |
| Cook                                              | Bremen Township                | 344,67              | 554,69              | 345                 | I-80 vers I-294 sud – Indiana, Iowa                           | Indiqué sortie 345A (est) et 345B (ouest); sortie 151 de l'I-80                                                     |
| Cook                                              | Bremen Township                | 346,62              | 557,83              | 346                 | 167th Street vers IL 50 (en) (Cicero Avenue)                  | Indiqué sortie 346A (est) et 346B (ouest)                                                                           |
| Cook                                              | Markham                        | 347,90              | 559,89              | 348                 | US 6 (159th Street)                                           | Indiqué sortie 348A (est) et 348B (ouest)                                                                           |
| Cook                                              | Markham                        | 349,62              | 562,66              | 349                 | I-294 (Tri-State Tollway) – Wisconsin, Indiana                | Pas de sortie en direction nord pour I-294 sud; pas d'entrée en direction sud depuis I-294 sud; sortie 7 de l'I-294 |
| Cook                                              | Posen                          | 350,15              | 563,51              | 350                 | IL 83 (en) (147th Street / Sibley Boulevard)                  | |
| Cook                                              | Calumet Park                   | 353,25              | 568,50              | 353                 | 127th Street / Burr Oak Avenue                                | |
| Cook                                              | Limite Calumet Park–Chicago    | 354,25              | 570,11              | 354                 | 119th Street                                                  | |
| Cook                                              | Chicago                        | 355,27              | 571,75              | 355                 | 111th Avenue / Monterey Avenue                                | |
| Cook                                              | Chicago                        | 357,32              | 575,05              | 357                 | IL 1 (en) sud (Halsted Street)                                | |
| Cook                                              | Chicago                        | 358,47              | 576,90              | —                   | I-94 est (Bishop Ford Freeway) – Indiana                      | Sortie direction nord, entrée direction sud; sortie 63 de l'I-94                                                    |
| Cook                                              | Chicago                        | 358,57              | 577,06              | 358                 | Wentworth Avenue                                              | Sortie direction sud seulement                                                                                      |
| Cook                                              | Chicago                        | 359,12              | 577,95              |                     | I-94 ouest (Dan Ryan Expressway) – Chicago Loop               | Terminus nord; sortie 63 de l'I-94                                                                                  |
| - Terminus de multiplex - Péage - Accès incomplet |                                |                     |                     |                     |                                                               | |